# ديفيد إيفون جونز
كان ديفيد إيفون جونز (18 أكتوبر 1883-13 أبريل 1924) شيوعيًا ويلزيًا، ومحرر صحيفة، وسجينًا سياسيًا، اشتهر بمعارضته الرئيسية للفصل العنصري في جنوب أفريقيا، ولأنه كان من أوائل النشطاء البيض في جنوب أفريقيا الذين ناضلوا من أجل حقوق المساواة للسود هناك. كان جونز أيضًا أحد مؤسسي الحزب الشيوعي لجنوب أفريقيا، ولعب في عام 1917 دورًا رائدًا في تشكيل أول نقابة عمالية للسود في جنوب أفريقيا باسم العمال الصناعيون في أفريقيا. أصبح لاحقًا من أوائل الأشخاص الذين ترجموا أعمال فلاديمير لينين إلى اللغة الإنجليزية. بدأ بعض الدروس الليلية الأولى للعمال الأفارقة. أدين جونز وسُجِن في عام 1919 لنشره منشورًا يدعم الشيوعية والمساواة العرقية؛ وكانت هذه أول قضية في المحكمة ضد الشيوعية في تاريخ جنوب أفريقيا. يُنسب إليه الفضل في كونه الاشتراكي الجنوب أفريقي الأكثر نفوذًا في عصره.
كان جونز مسيحيًا ليبراليًا عند وصوله إلى جنوب أفريقيا لأول مرة في عام 1910، وأصبح مؤيدًا للحزب المؤيد للفصل العنصري، حزب العمال الجنوب أفريقي، وأصبح أمينًا عامًا له في عام 1914. استقال بعد ذلك بوقت قصير من منصب قائد الحزب في عام 1915، وأصبح شيوعيًا وملحدًا، وأمضى ما تبقى من حياته في محاربة الفصل العنصري والرأسمالية والاستعمار. أصبح جونز مؤيدًا قويًا للبلشفية ولزعيمها فلاديمير لينين، الذي أعجب بدوره بتقارير جونز عن الانقسامات الطبقية والعرقية في جنوب أفريقيا.
كان جونز أيضًا مؤيدًا للحزب الشيوعي في بريطانيا العظمى، ويعتبر شخصية بارزة وبطلًا من قبل العديد من الأحزاب السياسية الاشتراكية والمناهضة للفصل العنصري، بما في ذلك الحزب الشيوعي لجنوب أفريقيا، والحزب الشيوعي البريطاني والمؤتمر الوطني الأفريقي. قال المؤرخ باروخ هيرسون إن قوميته الويلزية القديمة وحبه للأدب الويلزي جعلوه «كارهًا مدى الحياة للاستبداد والقمع القومي».

## الأنشطة في جنوب أفريقيا (1910-1920)

### الوصول إلى أفريقيا (1911)
وصل جونز إلى جنوب أفريقيا في نوفمبر عام 1910 باحثًا عن علاج لمرض السل. أعجب جونز قبل وصوله إلى جنوب أفريقيا بالبوير ومقاومتهم للإمبريالية البريطانية خلال حربين، واعتبرهم على أنهم قوة شجاعة وبطولية للمقاومة ضد «مكائد الراندلوردية». أُحبِط جونز من البوير بسرعة، واعتبرهم جاهلين ومتعصبين، ونظر إلى معتقداتهم على أنها تشبه معتقدات الكالفينيين الذين عرفهم في ويلز. ازداد إدراك جونز بالاضطهاد الذي يُمارس على الأفارقة الأصليين، وخاصة النساء، في الفترة الأولى من وصوله إلى جنوب أفريقيا، وأظهرهم موقفهم المضطهد في مجتمع جنوب أفريقيا العنصري على أنهم «عبيد في كل شيء ما عدا الاسم». أثرت مشاهدة اضطهاد السود في جنوب أفريقيا في جونز، وبدأ التشكيك في آرائه حول العرق، وأصبحت آرائه أكثر تناقضًا بشكل تدريجي، وذلك على الرغم من أنه كان في تلك المرحلة من حياته متشبثًا بالعديد من الآراء المتعصبة تجاه الأفارقة. لم يتخلص جونز من بقايا الفصل العنصري بشكل كامل، ولكن كتاباته منذ منتصف عام 1911 سجلت تحوله التدريجي في المواقف تجاه السود، فهاجم الأشخاص الذين استخدموا لغة مهينة ضد العمال السود.
كتب جونز في تعليق إضافي على آرائه المبكرة حول إساءة معاملة العمال السود: «يهتم الرجل الأبيض بقيمته التي يمكن التسويق لها فقط. سيبدأ التغيير في جنوب أفريقيا عندما يبدأ الرجل الأبيض في اكتشاف أن لديه مسؤوليات تجاه الرجل الأسود غير إرسال مبشرين له».

### حزب العمل الجنوب أفريقي (1911-1915)
رحب جونز بإنشاء «المؤتمر الوطني لجنوب أفريقيا للسكان الأصليين» في عام 1911، والذي أصبح فيما بعد المؤتمر الوطني الأفريقي، معتبرًا إنشائه بمثابة خطوة نحو «الوعي الذاتي الوطني». كان جونز في هذه المرحلة من حياته ناشطًا مسيحيًا ليبراليًا، وذلك على الرغم من وجهات نظره التي تتعاطف مع الأفارقة السود وحزب المؤتمر الوطني الأفريقي. انضم إلى حزب سياسي مؤيد للفصل العنصري يُدعى «حزب العمال الجنوب أفريقي» في عام 1911. كره جونز الراندلوريين في جنوب أفريقيا والرأسماليين الذين احتكروا صناعات الذهب والألماس؛ وذلك على الرغم من أنه لم يكن معاديًا للرأسمالية أو مؤيدًا للشيوعية بعد.

### انتفاضة ويتووترسراند (1913)
أجبرته العديد من الأحداث السياسية في جنوب أفريقيا على إعادة النظر في معتقداته الليبرالية والمسيحية خلال الفترة التي قضاها في حزب العمال الجنوب أفريقي، ودفعته ليصبح شيوعيًا ثوريًا وملحدًا. سحق الجيش البريطاني انتفاضة العمال البيض بالقرب من ويتووترسراند في مايو ويونيو عام 1913، وأغرق المقاطعة في حرب أهلية. بدأ الإضراب كحدث سلمي في منجم نيو كلاينفونتين من عمال المناجم الغاضبين من قضايا وقت العمل والوفيات بسبب المرض. أُعلِنت الأحكام العرفية بعد ذلك بوقت قصير لوقف محاولات العمال عن بدء إضراب عام، وهي الأحداث التي دفعت بمعتقدات جونز السياسية نحو الاشتراكية الماركسية. أرسلت الحكومة القوات على الفور لسحق الإضراب، واستخدام الفرسان لإطلاق نيران أسلحتهم بشكل عشوائي تجاه المدنيين الفارين، مما أسفر عن مقتل 20 وإصابة 200-400 شخص. كان قتل الحكومة للمدنيين الأبرياء العزل سيغرق جوهانسبرغ في مزيد من الفوضى، فشرعت الحشود في أعمال شغب وأحرقت محطة السكة الحديدية وصحيفة ستار، ونهبوا مركز المدينة، وبدأ العنف المناهض للهند بالانتشار في جميع أنحاء جنوب أفريقيا. ترك جونز وظيفته بعد سماع هذه الأحداث في محطة كهرباء، وكرس نفسه لدعم عمال المناجم النقابيين. أصبح حزب العمال الجنوب أفريقي أيضًا هدفًا للقمع الحكومي، فدُمِّرت ماكينات الطباعة التابعة للحزب وداهمت القوات الحكومية مكاتبهم. نجا جونز حينها بالكاد من الاعتقال والترحيل.

### دعم الأفارقة السود (1915-1920)
كرس ديفيد إيفون جونز ما تبقى من حياته لدعم الشيوعية ودعم المساواة العرقية بين العمال السود والبيض بعد ترك حزب العمال الجنوب أفريقي في عام 1915. أصبح جونز الشخصية المؤثرة في تأسيس أول نقابة عمالية للسود في جنوب أفريقيا في عام 1917، وهي منظمة قصيرة الأمد تُعرف باسم العمال الصناعيين في أفريقيا. كتب جونز منشورات تحريضية لمنظمة العمال الصناعيين في أفريقيا موجهة إلى البانتو تدعو إلى المساواة العرقية والتضامن البروليتاري، ولكنه لم يتمكن من العثور على مترجم لها، فوقع عمل الترجمة على جواسيس الشرطة السريين الذين أُرسِلوا للتسلل إلى المنظمة. شاركت المنظمة في العديد من الإضرابات والنزاعات الصناعية في عام 1918، ولكنها سُحِقت من خلال مزيج من القمع الحكومي وتسلل الشرطة.

أصبح جونز أكثر وعيًا بإمكانيات السود في جنوب أفريقيا في الحركة العمالية؛ فدفع الرابطة الاشتراكية الدولية لبدء نشر الأعمال الاشتراكية باللغات الأفريقية الأصلية، مطالبين بوضع متساو للأفارقة السود في أماكن العمل بجنوب أفريقيا، وتحدي العنصرية الاستعمارية. أصبحت أهمية المساواة العرقية بين البروليتاريا السوداء والبيضاء خلال هذا الوقت من حياته محورًا رئيسيًا لكتاباته؛ وأصبحت التصريحات التي نشرها جونز في صحيفة إنترناشيونال مشاهد شائعة في كتاباته، فكتب مثلًا:
«إن الأممية التي لا تتنازل عن الحقوق الكاملة التي تستطيع الطبقة العاملة الأصلية المطالبة بها ستكون خدعة. أحد مبررات انسحابنا من حزب العمال هو أنه يمنحنا حرية مطلقة في التعامل، بغض النظر عن الثروات السياسية، مع المشكلة الكبيرة والمبهرة للسكان الأصليين».
استقال جونز من منصبه في الرابطة الاشتراكية الدولية بسبب المرض في عام 1919، وعمل لفترة وجيزة في موزمبيق حيث أصيب بالملاريا.